# Григорьев, Михаил Григорьевич (ракетчик)
Михаи́л Григо́рьевич Григо́рьев (23 октября 1917 деревня Молодка, Тверская губерния — 12 ноября 1981, Москва) — советский военачальник. Командующий первым соединением межконтинентальных баллистических ракет (объект «Ангара», позже ставший космодромом Плесецк) с 1957 по 1962 год, первый заместитель командующего РВСН СССР (1968—1981), генерал-полковник, лауреат Ленинской премии.

## Биография
Михаил Григорьевич Григорьев родился 23 октября 1917 года в деревне Молодка (ныне — Бежецкий район Тверской области) в крестьянской семье. Учился сначала в средней школе в деревне Захарово, затем в Бежецкой школе № 5, где с 1990 года работает музей Григорьева.
В 1936 году Григорьев поступил в Артиллерийскую академию имени Ф. Э. Дзержинского. Окончил академию в мае 1941 года и был назначен командиром батареи 5-го гаубичного артиллерийского полка большой мощности в Белоруссию.

### Великая Отечественная война
В июле 1942 года старший лейтенант Григорьев назначен командиром 85-го отдельного гвардейского минометного дивизиона Калининского фронта. С декабря 1942 года назначен заместителем командира 10-й гвардейской миномётной бригады.

#### 7-я гвардейская миномётная бригада
В феврале 1943 года майору Григорьеву поручено формирование 7-й гвардейской тяжёлой миномётной бригады. На вооружении бригады находились 310-миллиметровые реактивные миномёты БМ-31 «Катюши». Первый залп по вражеским частям бригада дала 19 марта 1943 года. За боевые заслуги бригада получила почётное наименование «Свирская» и была награждена орденами Красного Знамени, Суворова, Кутузова и Александра Невского.

### Послевоенная служба
После войны был отозван в Москву на должность старшего научного сотрудника штаба артиллерии Советской Армии, работал в комиссии по обобщению опыта войны и послевоенного использования ракетного оружия.
В декабре 1950 года полковник М. Г. Григорьев на полигоне «Капустин Яр» формирует 23-ю бригаду особого назначения РВГК, которой затем командовал в течение пяти лет.
В 1954—1956 годах Григорьев обучался в Военной академии Генерального штаба Вооружённых Сил СССР.
С 1956 года — заместитель, позднее — первый заместитель начальника высшего артиллерийского инженерного училища.

#### Объект «Ангара»
11 января 1957 г. было принято Постановление Совета Министров СССР о создании военного объекта с условным наименованием «Ангара». Создавалось первое в СССР войсковое ракетное соединение, вооружённое межконтинентальными баллистическими ракетами Р-7 и Р-7А.
10 июля 1957 года приказом министра обороны СССР № 01635 командиром формируемого ракетного соединения был назначен полковник М. Г. Григорьев, а 15 июля 1957 года Григорьев подписал приказ № 1 о вступлении в должность командира в/ч 13991 и начале её формирования. Этот день считается датой основания космодрома Плесецк и города Мирный. В первые годы его существования внёс большой вклад в строительство космодрома, по высказыванию очевидца, «У меня сложилось, как помню, впечатление, что на каком-то этапе возведения первых боевых стартов он был больше строителем, чем ракетчиком».
30 июля 1959 года осуществлён первый в СССР учебно-боевой пуск МБР. 15 декабря 1959 года первая боевая стартовая станция полковника Г. К. Михеева заступила на боевое дежурство. Через два дня постановлением Правительства СССР был создан новый вид вооружённых сил — Ракетные войска стратегического назначения.
В начале 1960 года, на основе первого опыта боевого дежурства на боевом ракетном комплексе Р-7, генерал Григорьев выходит с предложением об осуществлении свыше трехсот доработок, обеспечивающих резкое сокращение времени подготовки ракеты к пуску. Большинство предложений было принято. В мае 1961 года часть, возглавляемая полковником Г. К. Михеевым, с оценкой «отлично» произвела пуск ракеты Р-7 по новому графику.
Начиная с 1961 года, наряду с несением боевого дежурства, начинается строительство боевых ракетных комплексов ракет Р-9А и Р-10.

#### 43-я ракетная армия
В мае 1962 года генерал-майор М. Г. Григорьев назначен первым заместителем командующего 43-й ракетной армии (штаб в г. Винница), с июня 1966 по апрель 1968 — командующий этой армией.

#### Испытания Р-36
В 1963 году М. Г. Григорьев назначен председателем государственной комиссии по испытаниям межконтинентального ракетного комплекса Р-36, главным конструктором которого был академик М. К. Янгель.
21 июля 1967 года ракетный комплекс Р-36 был принят на вооружение РВСН. В том же году за успешные испытания Григорьев был награждён Ленинской премией.

#### Первый заместитель главнокомандующего РВСН
С 1968 года назначен первым заместителем Главнокомандующего Ракетными войсками стратегического назначения.
С 1981 года являлся советником Группы генеральных инспекторов Министерства обороны СССР.
Депутат Верховного Совета СССР 9-го созыва.
Похоронен в Москве на Новодевичьем кладбище,участок № 7, ряд № 18, место № 12.

## Награды
- Два ордена Ленина
- Четыре ордена Красного Знамени
- Орден Отечественной войны I степени
- Два ордена Красной Звезды
- Орден «За службу Родине в Вооружённых Силах СССР» III степени
- Медаль «За боевые заслуги»
- Медаль «В ознаменование 100-летия со дня рождения Владимира Ильича Ленина»
- Медаль «За отличие в охране государственной границы СССР»
- Медаль «За оборону Ленинграда»
- Медаль «За оборону Советского Заполярья»
- Медаль «За взятие Кёнигсберга»
- Медаль «За победу над Германией в Великой Отечественной войне 1941—1945 гг.»
- Медаль «20 лет Победы в Великой Отечественной войне 1941—1945 гг.»
- Медаль «30 лет Победы в Великой Отечественной войне 1941—1945 гг.»
- Медаль «30 лет Советской Армии и Флота»
- Медаль «40 лет Вооружённых Сил СССР»
- Медаль «50 лет Вооружённых Сил СССР»
- Медаль «60 лет Вооружённых Сил СССР»
- Медаль «Ветеран Вооружённых Сил СССР»
- Медаль «В память 250-летия Ленинграда»
- Ленинская премия

Иностранные награды
- Офицерский крест ордена Возрождения Польши (Польша)
- Орден Красного Знамени (Монголия)

## Консультант
- Художественный фильм «Укрощение огня», 1972 г.

## Увековечение памяти
- 13 июля 2002 года в городе Мирный был открыт парк имени Григорьева[4].
- 13 июня 2007 года астрономический союз назвал именем Григорьева планету № 12219, открытую крымской астрономической обсерваторией[5]
- 14 июля 2007 года на центральной площади города Мирный был открыт памятник Михаилу Григорьевичу Григорьеву[4].
- 12 июня 2016 года в деревне Молодка Бежецкого района на месте дома где родился Григорьев М.Г. установлена памятная стела.

## Награды
- Два ордена Ленина
- Четыре ордена Красного знамени
- Орден Отечественной войны I степени
- Два ордена Красной Звезды
- Орден «За службу Родине III степени»
- Медаль «За боевые заслуги»
- Медаль «За отличие в охране Государственной границы»
- Медаль «За воинскую доблесть. В ознаменование 100-летия со дня рождения В. И. Ленина»
- Медаль «За оборону Ленинграда»
- Медаль «За оборону Советского Заполярья»
- Медаль «За победу над Германией в Великой Отечественной войне 1941—1945 гг.»
- Медаль «20 лет победы в Великой Отечественной войне 1941—1945 гг.»
- Медаль «30 лет победы в Великой Отечественной войне 1941—1945 гг.»
- Медаль «За взятие Кенигсберга»
- Медаль «XXX лет Советской Армии и Флота»
- Медаль «40 лет Вооруженных Сил СССР»
- Медаль «50 лет Вооруженных Сил СССР»
- Медаль «60 лет Вооруженных Сил СССР»

### Иностранные
- «Офицерский Крест ордена возрождения Польши»
- Орден Красного Знамени МНР
- 30 лет БНА (Болгарской Народной армии)
- 30 лет победы над фашистской Германией (Болгария)
- 30 лет победы над милитаристской Японией (МНР)
- 50 лет МНА (Монгольской народной армии)
- 90 лет со дня рождения Георгия Димитрова (Болгария)
- К 30-й годовщине Словацкого Народного восстания
- За укрепление братства по оружию I степени (ЧССР)
- За Одер, Нейссе, Балтику (ПНР)

## Сочинения
Григорьев М., Астапенко Г., Терехов И. Ракетчики. — М.: ДОСААФ СССР, 1979. — 134 с. — 100 000 экз.